# Alexei Haieff
Alexei Vasilievitch Haieff (Blagovechtchensk, 25 août 1914 – Rome, 1er mars 1994) est un compositeur américain d'origine russe. Il est connu pour ses pièces pour orchestre et choral, dans la veine du néoclassicisme de Stravinsky, avec un souci de l'économie de moyen et aux effets modernistes rendus par une agitation rythmique, aux accents souvent jazzy.

## Biographie
Né à Blagovechtchensk, dans l'Extrême-Orient russe, Haieff reçoit son éducation primaire à Harbin, en Mandchourie. En 1931, il se rend aux états-Unis, où il étudie à New York à la Juilliard School, avec Rubin Goldmark et Frederick Jacobi (1934–1938). En 1938–1939, il étudie à Paris avec Nadia Boulanger et à Cambridge, dans le Massachusetts et la même année, devient citoyen américain.
Il obtient une Bourse Guggenheim en 1946 et de nouveau en 1949. En 1947 et 1948, il est assistant à l'Académie américaine à Rome. En 1947, son Divertimento (1944) est chorégraphié par George Balanchine. Il remporte le Prix de Rome en 1949, est nommé professeur à l'université de Buffalo (1962–1968) et compositeur en résidence à l'université de l'Utah de 1968 à 1970. Son Concerto pour piano remporte le prix du cercle de la critique musicale de New York (1952) et sa seconde Symphonie remporte le prix du fonds international de musique américain (1957)
Parmi les élèves notables de Haieff, on trouve Paul Ramsier.
Il épouse Sheila Jeanne Agathe van Meurs en 1988, et meurt à Rome, à l'âge de 79 ans.

## Œuvres
Ballets
- La Princesse Zondilda et son entourage (1946)
- La belle et la Bête (1947)

Orchestre
- Symphonie n° 1 (1942)
- Symphonie n° 2 (Boston, Le 11 avril 1958)
- Symphonie n° 3 (New Haven, Le 11 avril 1961)
- Divertimento pour orchestre (New York, le 5 avril 1946)
- Concerto pour violon et orchestre (1948)
- Concerto pour piano (New York, 27 avril 1952)
- Ballet en mi majeur (1955)
- Éloge pour orchestre de chambre (1967)

Musique de chambre
- Sonatine pour quatuor à cordes (1937)
- 3 Bagatelles pour hautbois et basson (1939)
- Sérénade pour hautbois, clarinette, basson et piano (1942)
- Églogue pour violoncelle et piano (1947)
- Quatuor à cordes (1951)
- La Nouvelle Héloïse pour harpe et quatuor à cordes (1963)
- Sonate pour violoncelle (1963)
- Rhapsodies pour violon et clavecin (1980)
- Quintette à vent (1983)

Piano
- Sonate pour deux pianos (1945)
- Cadeaux et semblants (1940-1948)
- Cinq pièces pour piano (1946-1948)
- Quatre morceaux pour Juke Box (1952)
- Notes de remerciement (1954-1961)
- Sonate pour piano (1955)

Choral
- Caligula pour baryton et orchestre, après Robert Lowell (New York, 5 novembre 1971)

## Enregistrements
- Manhatann Piano, Kirill et Anna Gliadkovsky jouent Alexei Haieff : Sonate pour piano, Cinq pièces pour piano, Notes de remerciement, Quatre morceau pour Juke Box, Cadeaux et semblants  (19 août 1996 et 15 mars 1997, Manhattan Piano / Alexei Records) (OCLC 806196634)
- Kyriena : Divertimento, Sonate pour violoncelle et piano, Quatuor à cordes no 1*, Ballet en mi (5 avril 1946, 1951, 1979, Alexei Records) (OCLC 893939194)
- Tiger of Harbin : Concerto pour piano, Sonate pour piano*, Sonate pour deux piano - Leo Smit, Kirill Gliadovsky, Anna Gliadkovsky, pianos ; Vienna Symphony Orchestra, dir. Walter Hendl (27 avril 1952 / 15 mars 1997* / 17 avril 1997, Alexei Records) (OCLC 889308726)
- Symphonie no 2 - Orchestre symphonique de Boston, dir. Charles Munch (1958, RCA LSC-2352 [CD 61]) (OCLC 958463699) avec la première de Blackwood.
- Quatuor à cordes n°1 - Quatuor Juilliard (Robert Mann - Robert Koff - Raphael Hillyer - Arthur Winograd), Enregistré à New-York en 1954